# Maisoon Al Saleh
Maisoon Al Saleh (Dubái, 8 de abril de 1988 (36 años)) es una artista visual emiratense que habita en un barrio alejado de Dubái. Su estilo artístico es surrealista con comentarios entre lo moderno y la tradición de la cultura emiratense. Sus pinturas a menudo presentan esqueletos de humanos y animales.

## Educación y primeros años
Al Saleh nació en 1988, en Dubái, donde su familia vive en una casa construida en Sheikh Zayed Carretera. A sus ocho años  empezó a pintar al óleo en tela, con la ayuda de su tía, también artista. En enero de 2010 recibió un grado en diseño interior por la Zayed Universidad.
Comenzó pintando imágenes de huesos y esqueletos, con 16 años, después de necesitar sacarse una radiografía durante un control médico. Al Saleh utiliza varios medios que incluyen acrílico en tela, medios mixtos para instalaciones, y fiberglass y medios mixtos para sus esculturas.

## Carrera
Empezó su carrera como artista en 2008. En 2009  contribuyó su trabajo a Emirati Expresiones: Arte del Corazón de los Emiratos en la Galería One del Palacio de Emiratos. 
Su primera exposición personal se desarrolló en el verano de 2010, en el Maraya Centro de Arte en Sharjah. Su segunda exposición artística personal se tituló El Lado Brillante de los Huesos y se organizó en la Galería de Centro de arte y Teatro Comunitarios Light en 2011. Ese mismo año 'Time Out Dubai' incluyó a Al Saleh en una lista de "Los 10 mejores artistas en Dubai."
Fuera del país, la obra de Al Saleh ha sido mostrada en el Macedonian Museo de Arte Contemporáneo, el Palacio del Té, el Centro Cultural Caja Granada en España y varios espectáculos en EE. UU. En 2016, el arte de Al Saleh, con símbolos de cráneos y huesos, fue incluido en una exposición grupal de artistas emiratenses en Kreuzberg, Berlín, titulado Nómadas de Arte - Hecho en los Emiratos.

### Obra seleccionada
Una de sus primeras ventas de obras, fue un díptico  titulado El Par que vendió a la Fundación de Arte Barjeel, en Sharjah. La obra El Par describe una escena de boda, con los esqueletos de una pareja vestidos en atuendo de boda tradicional; y, se basó en un caso real quienes murieron.
Su pintura En una Dieta presenta un esqueleto de mujer sentada para una comida. Es una metáfora sobre dietas, desórdenes y el deseo de perder peso efectuado por mujeres jóvenes en los EÁU. La Momia y yo describe una madre, cubierta en su negro abaya y bufanda mientras sostiene su niño. La pintura está basada en historias de madres cuando la independencia de los EÁU obtenida en 1971.
En 2010, participó en una exposición de juguetes personalizados, en el Centro Financiero Internacional de Dubái como uno de los 100 artistas que añadieron toques individuales a una estatuilla blanca de 2 dm de altura. Su agregado fue un esqueleto llevando una kufiyya (gutra) y auriculares qué retrataban el tradicional yowla baile.
En 2011, la Autoridad de Artes & de Cultura de Dubái encargó a Al Saleh para contribuir con una instalación de medios mixtos a la Sikka Feria de Arte.
Al Saleh fue una de las 21 artistas que participaron en la exhibición Maritime UAE presentada conjuntamente con las celebraciones del Día Nacional de 2012. La exposición rindió tributo a la influencia marítima en la cultura de los Emiratos y Al Saleh contribuyó con arte de esqueletos de peces.
En noviembre de 2014, Al Saleh contribuyó a Promesse, una exposición donde a 16 artistas se les pidió interpretar a los relojes Baume & Mercier. El mismo año, su pintura El Dinero no Flota de su exposición The Dara Chronicles fue subastada en Bonhams en Londres.

### Las Crónicas de Dara
En 2013, Al Saleh presentó su tercer espectáculo personal, Las Crónicas de Dara, en la Galería Ara, en el centro de Dubái. La exposición contuvo pinturas digitales y medios mixtos impresos, utilizando radiografías y maletas de vendimia. La exposición fue inspirada en las historias oídas de su abuelo, sobre la explosión del buque MV Dara, en 1961. Hubo 238 muertos de las 819 personas que transportaba. Y, su abuelo fue superviviente del siniestro.
El comienzo de la exhibición incluyó un breve video con imágenes filmadas mientras buceaba en el sitio del pecio del MV Dara. En la preparación para la exposición, Al Saleh participó en una inmersión exploratoria en el sitio del sepulcro de Dara donde ella bosquejó retratos eN el buceo usando cuadros resistentes tratados y un crayón especial para hacer marcas iniciales.
Su investigación también incluyó cartas escritas por la compañía de barcos y los investigadores de la policía, así como artículos de noticias e historias contadas por sobrevivientes. Gran parte de la cobertura original del evento se basó en los medios británicos, y Las Crónicas de Dara proporcionaron las historias escondidas de personas que sobrevivieron a la explosión.